# Gewindeausdreher

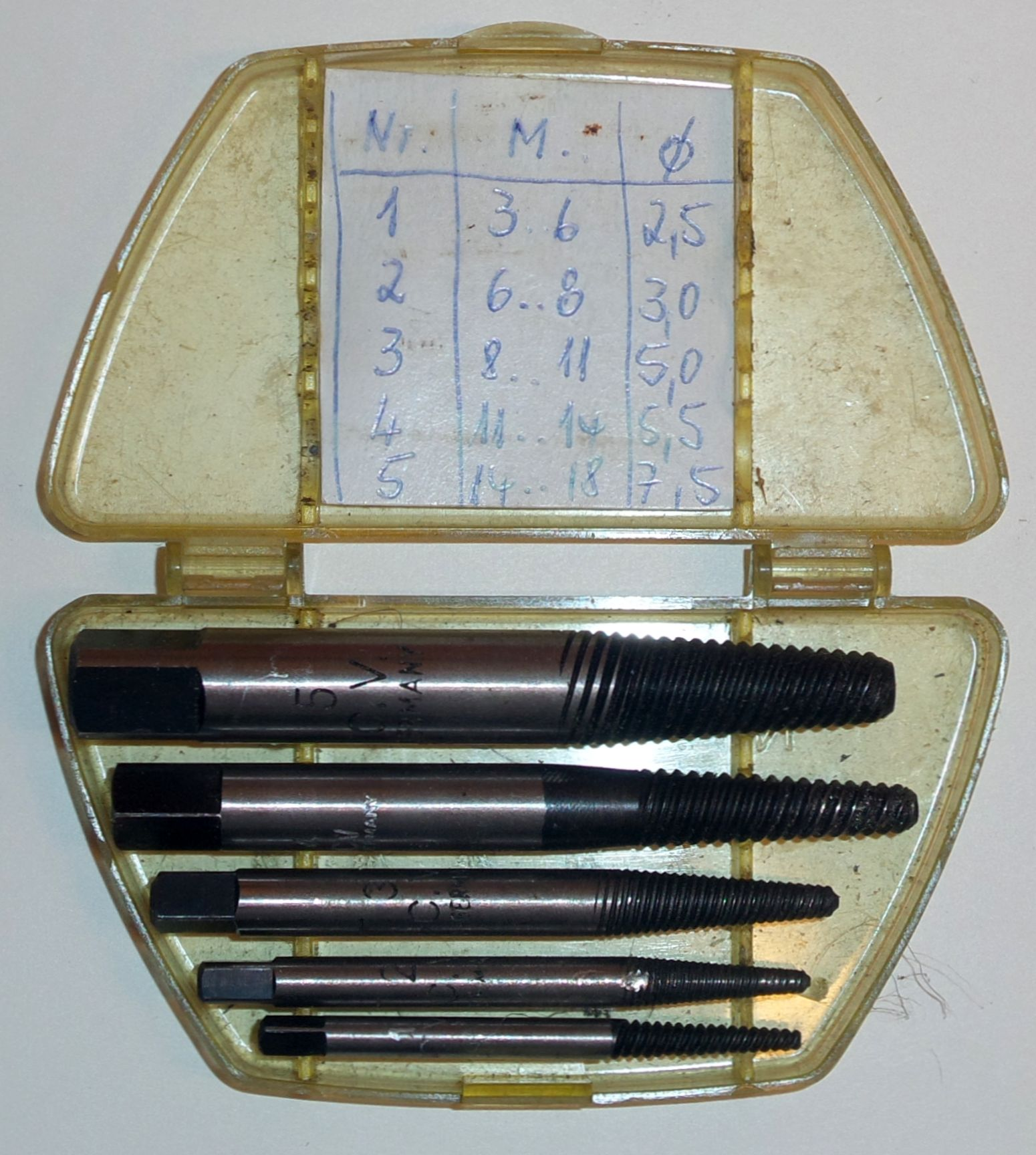
Gewindeausdreher Satz:
5 Stück für M3 bis M18

Ein Gewindeausdreher ist ein Werkzeug, um abgebrochene, nicht mehr aus dem Gewindeloch hervorstehende Schrauben oder Gewindestifte zu entfernen. Da kein Teil der Schraube oder des Stiftes zum „Anfassen“ für das Herausdrehen zur Verfügung steht, wird ein zentrisches Loch zur Aufnahme eines Gewindeherausdrehers in sie hineingebohrt. Der Gewindeherausdreher hat zur Verwendung für Schrauben mit Rechtsgewinde Linksgewinde auf konischem Schaft. Er dreht sich beim Linksdrehen in das gebohrte Loch hinein und verkeilt sich darin. Beim Weiterdrehen wird solch eine abgebrochene Schraube oder ein Stift aus dem Gewindloch herausgedreht.